# Agulo
Agulo er en by og kommune i det sydvestlige Spanien på øen La Gomera i provinsen Santa Cruz de Tenerife, De Kanariske Øer. Den har et indbyggertal på 1.108 (2024) indbyggere.
Kommunen er øens mindste, og den oprindelige landsby Agulo er kommunens hovedsæde.
Landbrug, fiskeri, dyrkning af vin og bananer er kommunens indbyggere vigtigste indtægter. Landskabet er præget af frugtbare terrassemarker, stejle bjergvægge og havudsigt. Turismen begrænser sig til endagsturister og et lille antal af gæsteværelser.
Landsbyen Agulo af de lokale kaldt den grønne balkon, består af to dele. I den lavtliggende del ligger Agulo Casco, omgivet af et naturlig amfiteater, hvor stederne La Montañeta, Las Casas, El Charco, og lidt afsidesliggende, gården Caserio de Lepe. Ovenfor ligger bykernen Agulo i en højde af cirka 250 meter, som blev grundlagt omkring 1620. Agulos lukkede bebyggelsesform er unik. Den højest beliggende af Sobreagulo med bydelene Las Rosas, La Palmita, Meriga og Cruz de Tierno ligger nationalparken Garajonay Nationalpark.

## Galleri
- Agulo
- Lepe, Agulo 2017
- Agulo 2017
- Lepe, Agulo 2017
- Agulo

## Turisme
- Det anbefales at parkere bilen og gå rundt og opleve den gamle bykerne. Den smukke kirke Iglesia de San Marcos blev omkring 1920 bygget i den mauriske stil. Med sine hvide kupler, der står kirken i kontrast til den rødlige farve på husenes teglsten. Der er udsigt til Tenerife og vulkanen Teide .
- Cirka to kilometer øst for Agulo ligger den grønne dal Hermigua.
- Garajonay Nationalparks besøgscenter Juego de Bolas ligger også i nærheden.